# Caridina fernandoi
Caridina fernandoi is een garnalensoort uit de familie van de Atyidae. De wetenschappelijke naam van de soort is voor het eerst geldig gepubliceerd in 1962 door Arudpragasam & Costa.